# The Penalty (film 1920)
The Penalty è un film muto del 1920 diretto da Wallace Worsley.
È inedito in Italia, dove non venne mai distribuito.

## Trama
Blizzard, uno storpio senza gambe la cui astuzia e mente criminale hanno reso il padrone del mondo sotterraneo a Barbary Coast, quartiere a luci di rosse di San Francisco, è in possesso di due ambizioni. Una è quella di vendicarsi del Dr. Ferris, il cui errore durante l'infanzia provocò erroneamente l'amputazione delle sue gambe; l'altra è di mettere in piedi un'organizzazione criminale in grado di saccheggiare la città di San Francisco. Per realizzare il primo dei suoi scopi, Blizzard posa come modello per il busto di Satana che dovrebbe essere il capolavoro di Barbara Ferris, figlia del dottore, guadagnandosi così la sua simpatia e alla fine minacciando di costringerla a sposarlo. Nel frattempo, organizza in casa sua una piccola fabbrica di cappelli mettendovi a lavorare delle ragazze prelevate da una sala da ballo; i cappelli vengono realizzati per essere il simbolo e segno di riconoscimento delle orde che infrangeranno la legge quando si scateneranno in città. Rose, una detective, si infiltra nell'organizzazione come direttrice della fabbrica. Lì inizia a provare attrazione nei confronti di Blizzard a causa della passione dell'uomo per la musica. La vita del fidanzato di Barbara è messa in pericolo da Blizzard, convinto che le gambe dell'uomo debbano essere innestate sui suoi moncherini. Una seconda operazione schiarisce il cervello di Blizzard che si rende conto attraverso una chiara visione del suo terribile passato, che sembra svanire lentamente come un sogno. Quando la felicità arriva grazia al suo matrimonio con Rose, il suo ex compagno d'armi confederato Frisco Pete, un demone della droga, teme che Blizzard, ora rinsavito, possa rivelare l'identità della banda alle autorità, e lo uccide. Barbara e il suo amante si ricongiungono l'uno con l'altro.

## Produzione

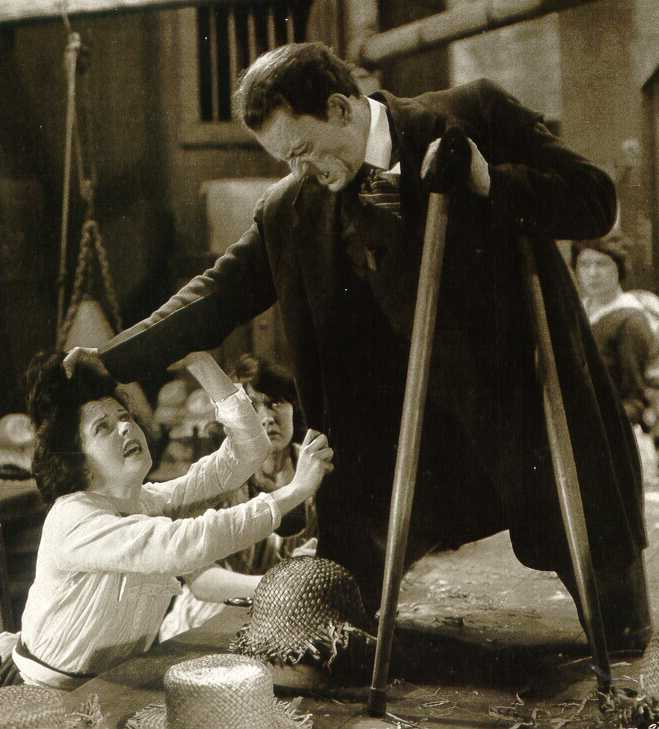
Ethel Grey Terry e Lon Chaney in The Penalty

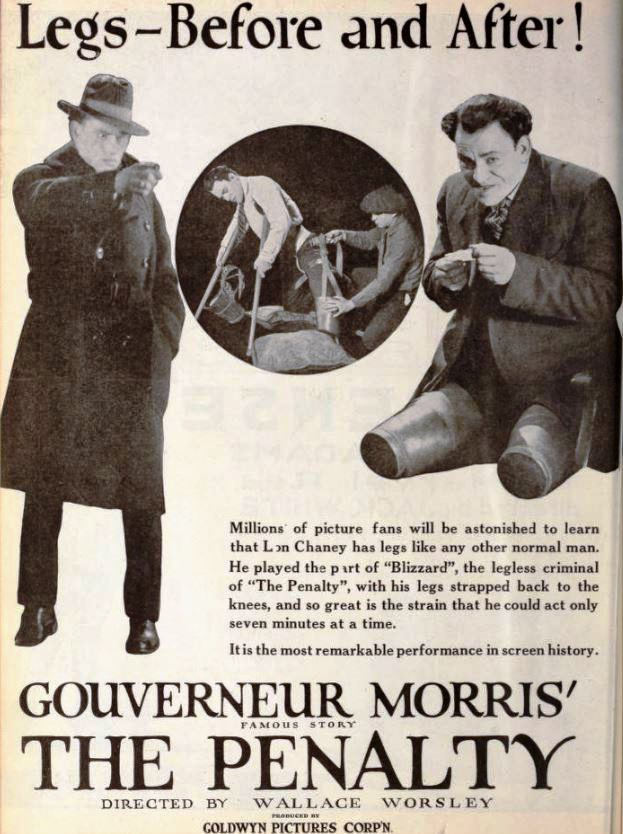
Pubblicità del film su un giornale dell'epoca

Chaney non volle ricorrere a trucchi cinematografici per dare l'idea della menomazione del suo personaggio nel film. Decise quindi di indossare un doloroso apparato (che consisteva principalmente in due secchi di legno e più cinturini in pelle) che gli nascondesse le gambe e lo facesse sembrare un mutilato. Le ginocchia di Chaney erano poggiate dentro i secchi, mentre la parte inferiore delle sue gambe erano legate all'indietro. I medici dello studio  chiesero a Chaney di non indossare il dispositivo, ma egli insistette, in modo che il tutto sembrasse autentico. Il trucco riuscì così bene, che per assicurare al pubblico che Chaney non fosse veramente un mutilato, l'uscita originale del film includeva un breve epilogo che mostrava Chaney fuori dal personaggio. Questa clip non sopravvive nelle stampe esistenti, ma nel film stesso, nella scena in cui Blizzard immagina la sua banda di anarchici che trasportano il bottino dal Mint Building, Chaney viene visto dirigere la rapina senza avere gli arti amputati.

## Preservazione
Una stampa del negativo originale di The Penalty è conservato presso la George Eastman House Motion Picture Collection e negli archivi del Museum Of Modern Art di New York.

## Critica
Sul sito internet Rotten Tomatoes, il film ha un indice di gradimento dell'80% basato su 5 recensioni da parte di critici professionisti, con un punteggio totale di 7.3 su 10.
The Penalty è una delle migliori interpretazioni di Lon Chaney, mostrando il suo gusto per il macabro e il talento per il trasformismo. Egli aveva già dato prova delle sue qualità in L'uomo del miracolo dell'anno precedente, ma The Penalty e L'isola del tesoro, entrambi del 1920, assicurarono a Chaney la fama di maggior caratterista d'America, prima ancora dei suoi ruoli più celebri ne Il gobbo di Notre Dame del 1923 e Il fantasma dell'Opera del 1925.
Nel 2009 Empire Magazine ha classificato The Penalty alla posizione numero 17 nella lista dei "20 Greatest Gangster Movies You've Never Seen".